# A3チャンピオンズカップ2004
A3チャンピオンズカップ2004（英: A3 Champions Cup 2004）は、2004年2月22日から2月28日にかけて、中国の上海虹口足球場で行われた第2回目のA3チャンピオンズカップである。城南一和天馬が優勝した。

## 大会名称
日産自動車が冠スポンサーとなり、A3 NISSAN CHAMPIONS CUP 2004として開催された。

## 出場クラブ
| 出場クラブ      | 出場資格                       | 出場回数 |
| --------------- | ------------------------------ | -------- |
| 上海申花        | 2003年中国スーパーリーグ優勝   | 初出場   |
| 上海国際        | 2003年中国スーパーリーグ準優勝 | 初出場   |
| 横浜F・マリノス | 2003年Jリーグ優勝              | 初出場   |
| 城南一和天馬    | 2003年Kリーグ優勝              | 2回目    |

## 開催方式
2004年のA3チャンピオンズカップの開催方式は以下の通りである。
- 出場クラブは2003年度のJリーグ、Kリーグ、中国スーパーリーグ（CSL）の各リーグ優勝クラブ、および開催国枠としてCSL準優勝クラブの4クラブである。
- 上海虹口足球場を会場とし、4クラブによる総当りリーグ戦を行う。
- 勝ち点の多いクラブを上位とし、順位を決定する。勝ち点が同じチームが出た場合の順位の付け方は以下の通りである。

1. 得失点差
2. 総得点数
3. 該当チーム間の対戦成績

上記でも順位が決定しない場合は同一順位とする。

## 結果
2004年2月22日・25日・28日に2試合ずつ行われた。
韓国Kリーグチャンピオンの城南一和が無敗で全日程を終了し、1敗後2連勝の横浜を振り切って大会を制した。この大会は各クラブの点取り屋が決めるというよりは全員で得点するといった感があり、得点王の金度勲はわずか2得点での受賞であった。ちなみに、最終戦の城南一和は30本のシュートを放った（2006年現在大会記録）が、得点はわずか1点であった。
| 順 | チーム          | 試 | 勝 | 分 | 敗 | 得 | 失 | 差 | 点 |
| -- | --------------- | -- | -- | -- | -- | -- | -- | -- | -- |
| 1  | 城南一和天馬    | 3  | 2  | 1  | 0  | 5  | 1  | +4 | 7  |
| 2  | 横浜F・マリノス | 3  | 2  | 0  | 1  | 4  | 4  | 0  | 6  |
| 3  | 上海申花        | 3  | 0  | 2  | 1  | 2  | 4  | −2 | 2  |
| 4  | 上海国際        | 3  | 0  | 1  | 2  | 2  | 4  | −2 | 1  |

| 2004年2月22日 14:00 |

| 横浜F・マリノス | 0 - 3 | 城南一和天馬                                |
|                 |       | 金度勲 50分 · アデマール 63分 · 申台龍 82分 |

| 上海虹口足球場（上海） |

| 2004年2月22日 16:15 |

| 上海申花    | 1 - 1 | 上海国際      |
| 鄭科偉 80分 |       | アイェウ 44分 |

| 上海虹口足球場（上海） |

| 2004年2月25日 17:00 |

| 上海国際 | 0 - 1 | 城南一和天馬 |
|          |       | 金度勲 43分  |

| 上海虹口足球場（上海） |

| 2004年2月25日 19:30 |

| 上海申花 | 0 - 2 | 横浜F・マリノス                 |
|          |       | 安永聡太郎 54分 · 栗原勇蔵 85分 |

| 上海虹口足球場（上海） |

| 2004年2月28日 14:00 |

| 上海国際         | 1 - 2 | 横浜F・マリノス               |
| Zan Keqiang 23分 |       | 松田直樹 54分 · 久保竜彦 85分 |

| 上海虹口足球場（上海） |

| 2004年2月28日 16:15 |

| 上海申花            | 1 - 1 | 城南一和天馬                |
| ペトコヴィッチ 45分 |       | ハリー・カスティージョ 11分 |

| 上海虹口足球場（上海） |

## 優勝クラブ
| A3チャンピオンズカップ2004優勝 |
| ------------------------------ |
| 大韓民国の旗                   |
| 城南一和天馬 初優勝            |

## 表彰
| 表彰名     | 選手名 | 所属クラブ   | 備考  |
| ---------- | ------ | ------------ | ----- |
| 大会MVP    | 金度勲 | 城南一和天馬 | 優勝  |
| 大会得点王 | 金度勲 | 城南一和天馬 | 2得点 |

## 本大会とAFCチャンピオンズリーグに関わる問題点
本大会はAFCチャンピオンズリーグと日程が重なるという異例の事態になってしまい、大会日程の問題が浮き彫りとなった。城南一和と上海申花は2月25日にA3チャンピオンズカップとAFCチャンピオンズリーグを掛け持ちで試合を行う日程であり、特に城南一和は各大会の会場自体が異なっていたため、大会毎に別々のメンバー構成を組まなければならなかった。また、横浜は2月24日夜がAFCチャンピオンズリーグ、翌日夜がA3チャンピオンズカップという日程であった。
しかし、城南一和と横浜は両方の試合に勝利しており、さらにAFCチャンピオンズリーグでもグループリーグ同組で1位と2位に入っていることから、選手層の厚さを実証したと言えよう。